# رویه دورانی

ساخت رویه دورانی با چرخاندن یک منحنی سینوسی به دور محور -ها

در فضای اقلیدسی رویه دورانی (به انگلیسی: Surface of Revolution) (یا سطح دَوَرانی)، رویه‌ای است که حاصل چرخاندن یک منحنی (موسوم به منحنی مولد) حول یک محور ثابت است. رویه‌های دورانی همواره تقارن چرخشی دارند.

## توصیف هندسی
رویه‌های دورانی را می‌توان با چرخاندن منحنی مولد {\displaystyle c} به دور محور ثابت {\displaystyle A} ساخت.
هر نقطهٔ {\displaystyle p} از منحنی {\displaystyle c} معرف دایرهٔ {\displaystyle C_{p}} است که در صفحهٔ {\displaystyle S} عمود بر محور {\displaystyle A} قرار می‌گیرد. ازاین‌رو هر رویه دورانی شامل مجموعه‌ای است از دایره‌ها در صفحات موازی، که «دایره‌های موازی» نام دارند.
صفحات {\displaystyle M}، که محور {\displaystyle A} را بر روی خود دارند، رویه {\displaystyle S} را در منحنی‌های همنهشت {\displaystyle m} (موسوم به «منحنی‌های نصف‌النهاری») قطع می‌کنند. صفحه‌های {\displaystyle S} (شامل دایرهٔ {\displaystyle C_{p}}) و صفحه‌های {\displaystyle M} (شامل منحنی‌های نصف‌النهاری {\displaystyle m}) برهم عمودند. ازاین‌رو هر منحنی نصف‌النهاری و دایرهٔ موازی با یکدیگر تشکیل زاویه قائمه می‌دهند. از مجموعهٔ منحنی‌های نصف‌النهاری و دایره‌های موازی روی رویه شبکه‌ای از منحنی‌های عمودبرهم تشکیل می‌شود.
صفحهٔ {\displaystyle T_{p}} مماس بر نقطهٔ {\displaystyle p} یک رویه دورانی را می‌توان با خط {\displaystyle t_{c}} مماس بر دایرهٔ {\displaystyle C_{p}} و خط {\displaystyle t_{m}} مماس بر منحنی نیم‌روزی {\displaystyle m} تعریف کرد. در هر نقطهٔ {\displaystyle p}، خط قائم {\displaystyle n_{p}} بر خط مماس {\displaystyle t_{c}} عمود است، بنابراین {\displaystyle n_{p}} روی صفحهٔ نصف‌النهاری {\displaystyle M} است و محور {\displaystyle A} را در نقطهٔ مرکز کره‌ای قطع می‌کند که {\displaystyle p} روی رویه آن است. این کره و رویه دورانی در یکی از دایره‌های موازی مماسند.
از آنجا که منحنی‌های نصف‌النهاری بهتر از دیگر منحنی‌ها نشانگر شکل نهایی سطحند، بهتر است در ایجاد رویه‌های دورانی از این منحنی‌ها استفاده شود. منحنی‌های نصف‌النهاری نسبت به محور دوران متقارنند، هر کدام از بخش‌های تقارن «منحنی نیم‌نصف‌النهاری» نام دارد. برای ایجاد رویه دورانی منحنی نصف‌النهاری را باید  ۳۶۰° و منحنی‌های نیم‌نصف‌النهاری را  ۱۸۰° درجه چرخاند.
اگر منحنی‌های نصف‌النهاری و محور دوران همدیگر را با زاویه‌ای به‌غیر از زاویهٔ  ۹۰° همدیگر را قطع کنند، یک نقطه منفرد روی دورانی تشکیل می‌شود.

## معادله رویه دورانی

### معادله در دستگاه مختصات دکارتی
| کره‌گون دورانی پخ          | {\displaystyle x^{2}/a^{2}+y^{2}/a^{2}+z^{2}/c^{2}=1} ({\displaystyle a^{2}>c^{2}}) |
| کره‌گون دورانی کشیده       | {\displaystyle x^{2}/a^{2}+y^{2}/a^{2}+z^{2}/c^{2}=1} ({\displaystyle a^{2}<c^{2}}) |
| هذلولی‌گون دورانی دوصفحه‌ای | {\displaystyle x^{2}/a^{2}+y^{2}/a^{2}-z^{2}/c^{2}=-1}                              |
| هذلولی‌گون دورانی تک‌صفحه‌ای | {\displaystyle x^{2}/a^{2}+y^{2}/a^{2}-z^{2}/c^{2}=+1}                              |
| سهمی‌گون دورانی            | {\displaystyle z=a\cdot (x^{2}+y^{2})}                                              |

اگر {\displaystyle r={\sqrt {x^{2}+y^{2}}}} فاصله نقطه‌ای روی رویه از محور ثابت باشد، معادلهٔ صریح رویه دورانی به شکل زیر نوشته می‌شود:

### معادله پارامتری
برای یافتن معادله پارامتری یک رویه دورانی، باید ماتریس دوران حول محور را بر منحنی مولد {\displaystyle c} اعمال کرد. فرض می‌شود محور ثابت محور {\displaystyle z}-های مختصاتی باشد. معادلهٔ دوران حول محور {\displaystyle z}-ها عبارت است از:
{\displaystyle x_{1}=x\cdot \cos u-y\cdot \sin u},

{\displaystyle y_{1}=x\cdot \sin u+y\cdot \cos u},

{\displaystyle z_{1}=z}.
با جایگزین کردن {\displaystyle y}، {\displaystyle x}، و {\displaystyle z} با پارامترهای متناظر در معادلهٔ پارامتریک منحنی مولد {\displaystyle c} (یعنی {\displaystyle c(v)=(x(v),y(v),z(v))}) نتیجهٔ زیر حاصل می‌شود:
{\displaystyle x(u,v)=x(v)\cdot \cos u-y(v)\cdot \sin u,}

{\displaystyle y(u,v)=x(v)\cdot \sin u+y(v)\cdot \cos u,}

{\displaystyle z(u,v)=z(v).}
یا به عبارت دیگر:
شکست در تجزیه (تابع ناشناختهٔ '\begin{pmatrix}'): {\displaystyle S(u,v)=\begin{pmatrix} \cos u & -\sin u & 0 \\ \sin u &  \cos u & 0\\ ۰ & ۰ & ۱ \end{pmatrix} \begin{pmatrix} x(v)\\ y(v)\\ z(v) \end{pmatrix} = \begin{pmatrix} x(v)\cos u-y(v) \sin u \\ x(v)\sin u +y(v)\cos u\\ z(v) \end{pmatrix}.}

اگر زاویهٔ دوران {\displaystyle u} به همهٔ مقادیر بازهٔ {\displaystyle 0\leq u\leq 2\pi } (در مقیاس رادیان، برابر دوران ۳۶۰ درجه) تخصیص یابد، نتیجه یک رویه دورانی کامل خواهد بود. با استفاده از منحنی نصف‌النهاری {\displaystyle m(v)=(x(v),0,z(v))} (که روی صفحهٔ {\displaystyle xy} قرار دارد) به‌عنوان منحنی مولد می‌توان این معادله را به شکل زیر ساده ساخت:
{\displaystyle x(u,v)=x(v)\cdot cosu,}

{\displaystyle y(u,v)=x(v)\cdot sinu,}

{\displaystyle z(u,v)=z(v).}
این معادله با عنوان «نمایش استاندارد رویه دورانی» شناخته می‌شود.

## رویه‌های دورانی خاص

### رویه‌های درجهٔ دوم دورانی تبهگون

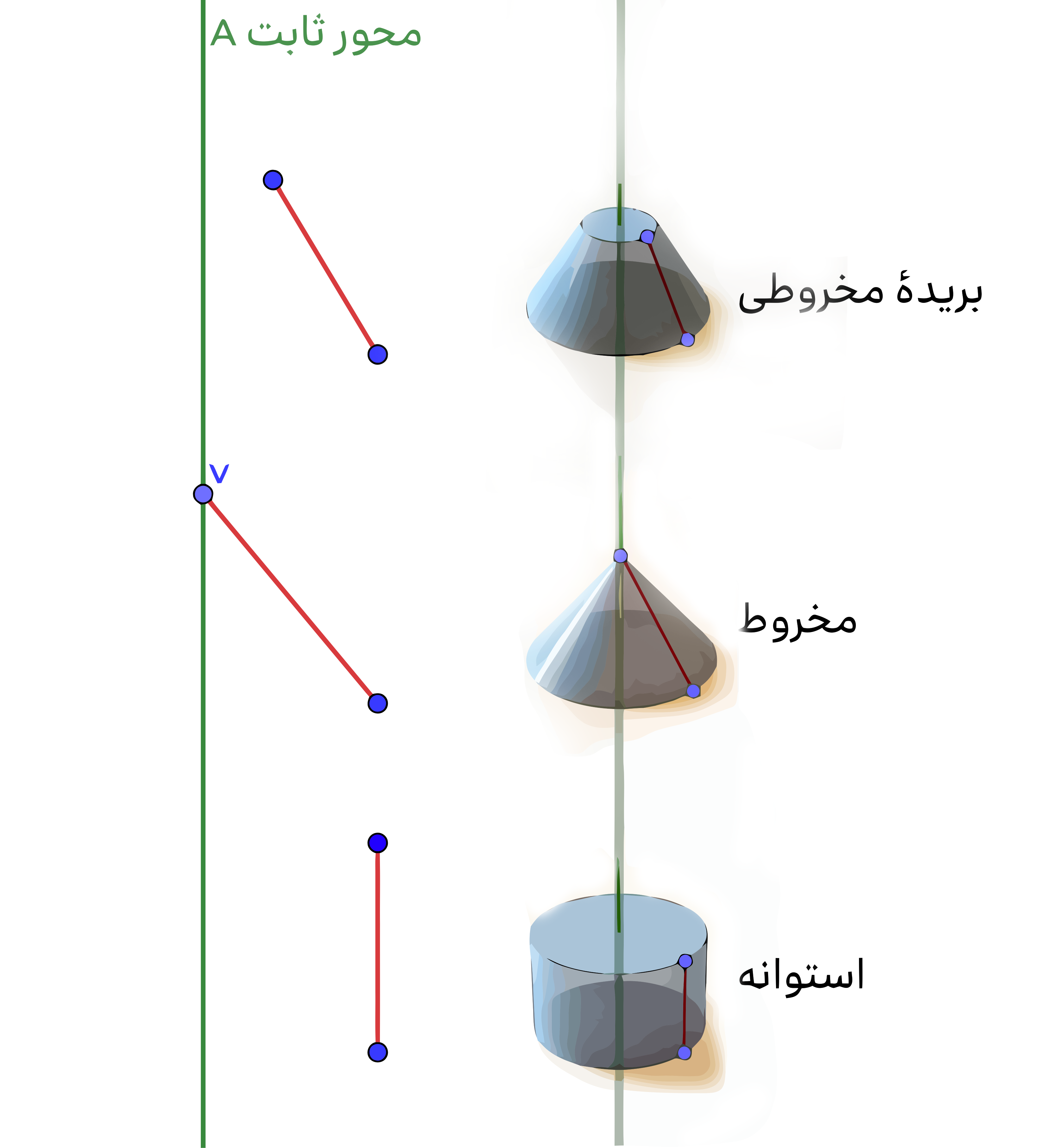
رویه دورانی تولید شده با دوران پاره‌خط حول محور ثابت

استوانه و مخروط با چرخاندن پاره‌خطی راست حول محور ثابتی که با آن در یک صفحه باشد ایجاد می‌شوند. اگر این پاره‌خط با محور موازی باشد حجم حاصل استوانه و اگر محور را در نقطهٔ {\displaystyle v} قطع کند حاصل مخروطی با راس {\displaystyle v} خواهد بود. اگر پاره‌خط مولد با محور ثابت تقاطع نداشته باشد، حاصل دوران بریده مخروطی خواهد بود.

### رویه‌های درجهٔ دوم با مقطع مخروطی به‌عنوان منحنی مولد

#### با منحنی مولد به شکل دایره
کره و چنبره حجم‌هایی‌اند که با چرخاندن دایره حول یک محور ایجاد می‌شوند. با چرخاندن دایره به دور محوری که با آن در یک صفحه باشد چنبره به دست می‌آید. بسته به فاصلهٔ محور چرخش از مرکز دایره {\displaystyle (s)} سه گونهٔ متفاوت چنبره ایجاد می‌شود. اگر فاصلهٔ محور از مرکز دایره از شعاع دایره کوچکتر باشد {\displaystyle (s<r)} و محورْ دایره را در دو نقطه قطع کند حجم حاصل «چنبرهٔ دوکی»، اگر فاصلهٔ محور از مرکز دایره با شعاع دایره مساوی باشد {\displaystyle (s=r)} و محورْ دایره را در یک نقطه لمس کند حجم حاصل «چنبرهٔ شاخی»، و اگر فاصلهٔ محور از مرکز دایره از شعاع دایره بیشتر باشد {\displaystyle (s>r)} و محور با دایره تقاطع نداشته باشد حجم حاصل «چنبرهٔ حلقه‌ای» خواهد بود.
چنبرهٔ حلقه‌ای در این میان ویژگی خاصی دارد و آن این است که علاوه بر دو خانوادهٔ دوایر نصف‌النهاری و دوایر موازی، دو خانوادهٔ از دوایر دیگر نیز در آن شکل می‌گیرد (یعنی هر نقطه روی رویه چنبرهٔ حلقه‌ای روی محیط چهار دایره روی رویه آن قرار دارد) که به دوایر ویلارسو موسومند.
اگر محور چرخش بر هر کدام از قطرهای دایره منطبق باشد {\displaystyle (s=0)} حاصل کره خواهد بود (کره را می‌توان حالت خاص چنبره دانست).

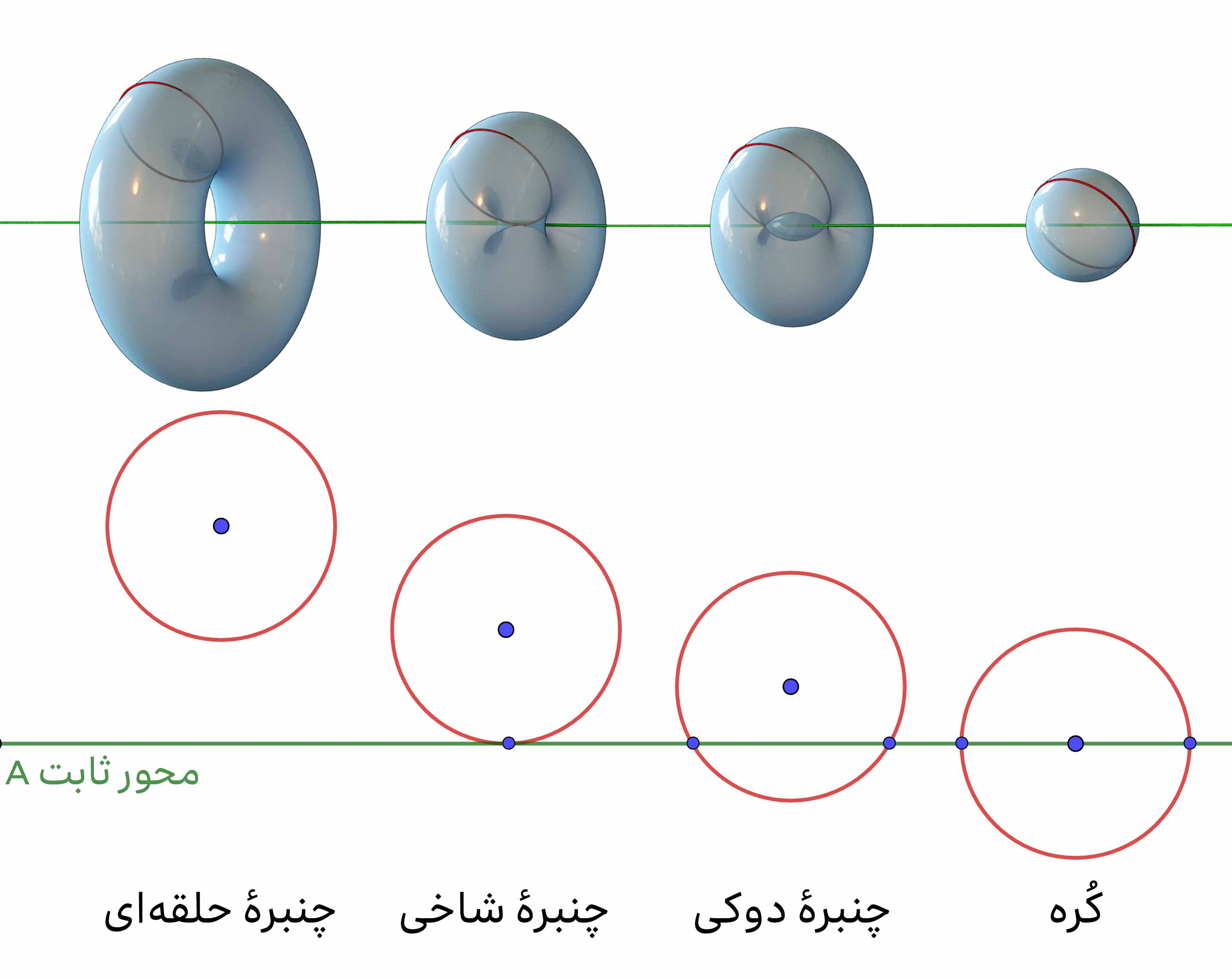
رویه‌های دورانی تولیدشده با چرخاندن دایره به دور محور ثابت A

با چرخاندن یک دایره به حول یک خط راست که با آن هم‌صفحه نباشد، یکی از دو حالت زیر اتفاق می‌افتد:
1. اگر خط نرمال (محور خارجی) بر مرکز دایره خط راست را قطع کند، حاصل بخشی از کره خواهد بود که بین دو دایرهٔ موازی قرار دارد.[۱۳]
2. اگر خط نرمال بر مرکز دایره خط راست را قطع نکند (نسبت به آن متنافر باشد)، حجم حاصل شامل حداقل سه خانواده از دایره‌های هم‌نهشت خواهد بود.[۱۴]

#### با منحنی مولد به شکل هذلولی
| هذلولی‌گون دورانی یکپارچه | هذلولی‌گون دورانی دوپارچه |
| کره‌گون پخ و کره‌گون کشیده | سهمی‌گون                  |

با چرخش یک هذلولی به دور قطر کوچکش، «هذلولی‌گون دورانی یکپارچه» و با چرخش آن حول محور بزرگش «هذلولی‌گون دورانی دوپارچه» ایجاد می‌شود.

#### با منحنی مولد به شکل بیضی
با چرخاندن بیضی به دور هر یک از قطرهایش، سطحی حاصل می‌شود که به گوی‌ئار موسوم است.
کره‌گونی که از چرخش بیضی به دور قطر بزرگش حاصل شود «گوی‌وار کشیده» و کره‌گونی که از چرخش بیضی به دور قطر کوچکش حاصل شود «کره‌گون پَخ» نام دارد.

#### با منحنی مولد به شکل سهمی
با چرخاندن سهمی به دور تنها قطرش، سطحی حاصل می‌شود که به سهمی‌گون بیضی‌وار موسوم است.

## ویژگی‌ها

### تقارن
رویه‌های دورانی همواره دارای خاصیت تقارن چرخشی هستند، چرا که اصولاً با چرخاندن یک منحنی دوبعدی به محوریت یک خط صاف ایجاد می‌شوند. «تقارن چرخشی»، که به «تقارن آزیموتی» یا «تقارن استوانه‌ای» هم موسوم است، به تقارن حول یک خط صاف گفته می‌شود.

### مساحت رویه دورانی
جزء رویه رویه دورانی‌ای که با چرخاندن منحنی مولد {\displaystyle y=f(x)>0} به دور محور ثابت {\displaystyle x}ها تولید می‌شود در محدودهٔ {\displaystyle x=a} تا {\displaystyle x=b} عبارت است از:
{\displaystyle {\begin{aligned}dS_{x}=2\pi yds\\=2\pi y{\sqrt {1+y'^{2}}}dx\end{aligned}}}
بنابراین مساحت این رویه برابر است با:
{\displaystyle {\begin{aligned}S_{x}=2\pi \int _{a}^{b}f(x){\sqrt {1+[f^{\prime }(x)]^{2}}}dx\\=2\pi \int _{a}^{b}y{\sqrt {1+[{\frac {dy}{dx}}]^{2}}}dx\end{aligned}}}
به همین شکل مساحت رویه دورانی‌ای که با چرخاندن منحنی مولد  {\displaystyle x=g(y)>0} به دور محور ثابت  {\displaystyle y}ها تولید می‌شود در محدودهٔ {\displaystyle y=c} تا {\displaystyle y=d} عبارت است از:
{\displaystyle {\begin{aligned}S_{y}=2\pi \int _{c}^{d}g(y){\sqrt {1+[g^{'}(y)]^{2}}}dy\\=2\pi \int _{c}^{d}x{\sqrt {1+({\frac {dx}{dy}})^{2}}}dy\end{aligned}}}
در جدول زیر مساحت رویه جانبی رویه‌های دورانی خاص به شکل ساده‌تر آمده‌است.
| نام رویه | معادله مساحت                                                            |
| --- | ----------------------------------------------------------------------- |
| مخروط | {\displaystyle \pi r{\sqrt {r^{2}+h^{2}}}}                              |
| بریدهٔ مخروطی | {\displaystyle \pi (R_{1}+R_{2}){\sqrt {(R_{1}-R_{2})^{2}+h^{2}}}}      |
| استوانه | {\displaystyle 2\pi rh}                                                 |
| کره‌گون دورانی کشیده | {\displaystyle 2\pi a^{2}+{\frac {\pi c^{2}}{e}}ln({\frac {1+e}{1-e}})} |
| کره‌گون دورانی پخ | {\displaystyle 2\pi a^{2}+{\frac {2\pi ac}{e}}sin^{-1}e}                |
| کره | {\displaystyle 4\pi r^{2}}                                              |
| چنبره | {\displaystyle 4\pi ^{2}ac}                                             |
| {\displaystyle r} شعاع، {\displaystyle h} ارتفاع، {\displaystyle R_{1}} و {\displaystyle R_{2}} شعاع‌های بیرونی و درونی بریده، {\displaystyle e} تخت‌شدگی گوی‌وار و {\displaystyle a} و {\displaystyle c} شعاع‌های نصف‌النهاری و قطبی (برای گوی‌وار) یا شعاع مقطع مولد و دایره چرخش (برای چنبره) هستند. |                                                                         |

### اولین و دومین صورت اساسی
با در نظر داشتن معادله استاندارد پارامتری رویه‌های دورانی، اولین صورت اساسی رویه دورانی عبارت است از:
{\displaystyle E=(x(v))^{2},}

{\displaystyle F=0,}

{\displaystyle G=(x'(v))^{2}+(z'(v))^{2}.}
هر گاه {\displaystyle x(v)} و {\displaystyle (x'(v))^{2}+(z'(v))^{2}} مخالف صفر باشند، رویه منتظم است و دومین صورت اساسی آن عبارت است از:
{\displaystyle e=-{\frac {|x(v)|z'(v)}{\sqrt {(x'(v))^{2}+(z'(v))^{2}}}},}

{\displaystyle f=0,}

{\displaystyle g={\frac {sgn(x(v))(x''(v)z'(v)-x'(v)z''(v))}{\sqrt {(x'(v))^{2}+(z'(v))^{2}}}}.}

### بردار نرمال
معادله بردار نرمال واحد بر رویه دورانی عبارت است از:
{\displaystyle {\hat {N}}(u,v)={\frac {sgn(x(v))}{\sqrt {(x'(v))^{2}+(z'(v))^{2}}}}{\begin{pmatrix}z'(v)\cos u\\z'(v)\sin u\\x'(v)\end{pmatrix}}}

### انحناهای اصلی
معادله انحناهای اصلی رویه دورانی را می‌توان با استفاده از اولین و دومین صورت اساسی به‌دست‌آورد:
{\displaystyle \kappa _{1}={\frac {g}{G}}={\frac {sgn(x(v))(x''(v)z'(v)-x'(v)z''(v))}{(((x'(v))^{2}+(z'(v))^{2})^{\frac {3}{2}}}},}

{\displaystyle \kappa _{2}={\frac {e}{E}}=-{\frac {z'(v)}{|x(v)|{\sqrt {(x'(v))^{2}+(z'(v))^{2}}}}}.}

### انحنای گاوسی و انحنای میانگین
انحنای گاوسی و انحنای میانگین رویه دورانی عبارت است از:
{\displaystyle K={\frac {-(z'(v))^{2}x''(v)+x'(v)z'(v)z''(v)}{(x(v)(x'(v))^{2}+(z'(v))^{2})^{2}}}}

{\displaystyle H={\frac {x(v)(x''(v)z'(v)-x'(v)z''(v))-z'(v)((x'(v))^{2}+(z'(v))^{2})}{2|x(v)|((x'(v))^{2}+(z'(v))^{2})^{\frac {3}{2}}}}}

## رویه‌های دورانی گسسته
برای سهولت ساخت فیزیکی یا دیجیتال رویه‌های دورانی پیوسته نرم ابتدا رویه‌های به‌صورت گسسته ساخته می‌شوند.
این کار با جایگزین کردن منحنی نصف‌النهاری با یک چندضلعی باز که تقریبی از آن باشد انجام می‌شود. هرچه تعداد رئوس این چندضلعی کمتر باشد، نرمی رویه حاصل کمتر خواهد بود.
همچنین در مرحلهٔ بعد می‌توان مسیر چرخش (دایرهٔ عظمیه) را هم به‌صورت گسسته درآورد (آن را با یک چندضلعی بستهٔ منتظم محاط در دایره جایگزین کرد) در این‌صورت حجم حاصل یک صفحهٔ چندوجهی خواهد بود.

رویه‌های دورانی نرم و گسسته

## کاربرد
به‌دلیل سادگی اصل تشکیل رویه‌های دورانی، از آن‌ها در هنر، طراحی، و معماری استفادهٔ گسترده‌ای می‌شود.

## تعمیم‌ها
Catenoid تنها سطح دورانی حداقلی است.
هذلولی‌گون دورانی یکپارچه، استوانهٔ قائم، و مخروط قائم تنها رویه‌های دورانی‌ای هستند که تحت ردهٔ رویه‌های خط‌دار هم قرار می‌گیرند.
استوانه قائم و مخروط قائم هم تنها رویه‌های دورانی هستند که سطح گسترش‌پذیر محسوب می‌شوند.

## یادداشت
1. ↑  meridian curves
2. ↑  half meridian curve
3. ↑  Spindle torus
4. ↑  Horn torus
5. ↑  Ring torus
6. ↑  one-sheet rotational hyperboloid
7. ↑  two-sheet rotational hyperboloid
8. ↑  spheroid یا ellipsoid of revolution
9. ↑  prolate spheroid
10. ↑  oblate spheroid
11. ↑   rotational paraboloid
12. ↑  تعریف سطح منتظم
13. ↑  smooth

### فهرست منابع
- Krivoshapko, S.N.; Ivanov, V.N. (2015). Encyclopedia of Analytical Surfaces. Springer International Publishing. ISBN 978-3-319-11773-7. Retrieved 2020-08-12.
- Pottmann, Helmut; Asperl, Andreas; Hofer, Michael; Kilian, Axel; Bentley, Daril (2007). Architectural geometry. Bentley Institute Press. ISBN 1-934493-04-X. OCLC 180177477.
- "Surface of Revolution -- from Wolfram MathWorld". Wolfram MathWorld (به انگلیسی). 2011-04-14. Retrieved 2020-08-11.